# Mutwica
Mutwica (ukr. Мутвиця, Mutwycia) – wieś na Ukrainie, w rejonie zarzeczniańskim obwodu rówieńskiego, około 10 km na północny zachód od Zarzecznego, nad kotliną odnogi Prypeci, w radzie wiejskiej Moroczna (Морочне). W 2019 roku liczyła 593 mieszkańców.

## Historia
Przed rozbiorami Mutwica leżała w powiecie pińskim województwa brzeskolitewskiego Rzeczypospolitej. Po III rozbiorze Polski znalazła się na terenie powiatu pińskiego, należącego do guberni mińskiej Imperium Rosyjskiego. Po ustabilizowaniu się granicy polsko-radzieckiej w 1921 roku Mutwica wróciła do Polski, była w gminie Moroczna powiatu pińskiego województwa poleskiego, od 1945 roku – w ZSRR, od 1991 roku – na terenie Ukrainy.
Już na początku XVII wieku Mutwica, wraz z sąsiednimi Niańkowiczami/Nienkowiczami (obecnie Неньковичі), odległymi o około 5 km, należały do rodziny Nielubowiczów-Tukalskich herbu Kościesza. Jednym z jej właścicieli był Józef Nielubowicz-Tukalski (zm. w 1676 roku), prawosławny metropolita kijowski w latach 1663–1676.
W drugiej połowie XIX wieku, dopiero po powstaniu styczniowym, gdy majątek przestał być zagrożony carskim sekwestrem, dziedzice tych dóbr, rodzice powstańca Władysława Nielubowicza-Tukalskiego, wydzielili mu tutejszy folwark.
Władysław przerobił istniejący tu wcześniej prostokątny, drewniany dom mieszkalny na wysokiej podmurówce na okazały dwór. Wybudowano obszerny ganek, którego sześć kolumn podpierało trójkątny szczyt eksponujący herb rodziny. Obok głównego budynku stała oficyna utrzymana w tym samym stylu co dwór, z czterokolumnowym gankiem.
Parku w znaczeniu dosłownym nie było, jednak zwracały na siebie uwagę stare drzewa wokół domu, w tym stuletnie jałowce, wielkości sporych drzew.
W okresie międzywojennym Mutwica należała do parafii prawosławnej Opieki Matki Boskiej w Niańkowiczach.
Ostatnim właścicielem majątku był Hieronim Nielubowicz-Tukalski (1902–1972), syn Stanisława i Anny z Korsaków, urodzony w Mutwicy. Dwór istniał do II wojny światowej.
Majątek w Mutwicy jest opisany w 2. tomie Dziejów rezydencji na dawnych kresach Rzeczypospolitej Romana Aftanazego.

## Dziś
Obecnie w Mutwicy działa szkoła, punkt felczersko-akuszerski, klub wiejski i biblioteka.